# احمد رشدی (خواننده)
احمد رشدی (اردو: احمد رشدی؛ ۲۴ آوریل ۱۹۳۴ – ۱۱ آوریل ۱۹۸۳) خواننده اهل کشور پاکستان بود که به عنوان یکی از بزرگترین خوانندگان جنوب آسیا تحسین شده است. وی بین سال‌های ۱۹۵۱ تا ۱۹۸۳ میلادی فعالیت می‌کرد.
وی همچنین برندهٔ جوایزی همچون جایزه نگار شده‌است.